# 韋連 (科羅斯堅區)
50°58′26″N 28°26′55″E / 50.97389°N 28.44861°E
韋連（烏克蘭語：Велень），是烏克蘭的村落，位於該國北部日托米爾州，由科羅斯堅區負責管轄，始建於1921年，面積0.38平方公里，海拔高度199米，2001年該村落人口42。